# Michael Vick
Michael Dwayne Vick (* 26. Juni 1980 in Newport News, Virginia) ist ein ehemaliger US-amerikanischer American-Football-Spieler auf der Position des Quarterbacks. Von 2001 bis 2006 spielte er für die Atlanta Falcons in der National Football League (NFL), bevor er im August 2007 wegen Verstrickungen in illegale Hundekämpfe inhaftiert und von der NFL suspendiert wurde. Nach seiner Rückkehr spielte er für die Philadelphia Eagles, die New York Jets und die Pittsburgh Steelers.

## College
Vick spielte College Football für Virginia Tech und führte die Hokies zur Bowl Championship Series in den Sugar Bowl 2000 gegen die Florida State University.

## NFL
2001 wurde Vick von den Atlanta Falcons als erster Spieler im NFL Draft ausgewählt. Am 4. Januar 2003 besiegten die von Michael Vick angeführten Falcons die Green Bay Packers und brachen damit die Play-offs-Siegesserie der Packers im heimischen Lambeau Field. Während eines Preseason-Spiels gegen die Baltimore Ravens 2003 brach sich Vick sein rechtes Wadenbein und verpasste dadurch fast die gesamte Saison 2003. Nach seinem Comeback siegten die Falcons gegen die Carolina Panthers, Tampa Bay Buccaneers und Jacksonville Jaguars und erreichten damit eine 3:1-Bilanz in den letzten vier Spielen der Saison 2003. Im Jahr 2004 holten sie eine Bilanz von 11:5, was ihnen erst zum dritten Mal in ihrer Teamgeschichte ein „Freilos“ in der ersten Runde der Play-offs brachte. Die Saison 2004 der Falcons endete jedoch mit einer Niederlage im NFC Championship Game bei den Philadelphia Eagles.

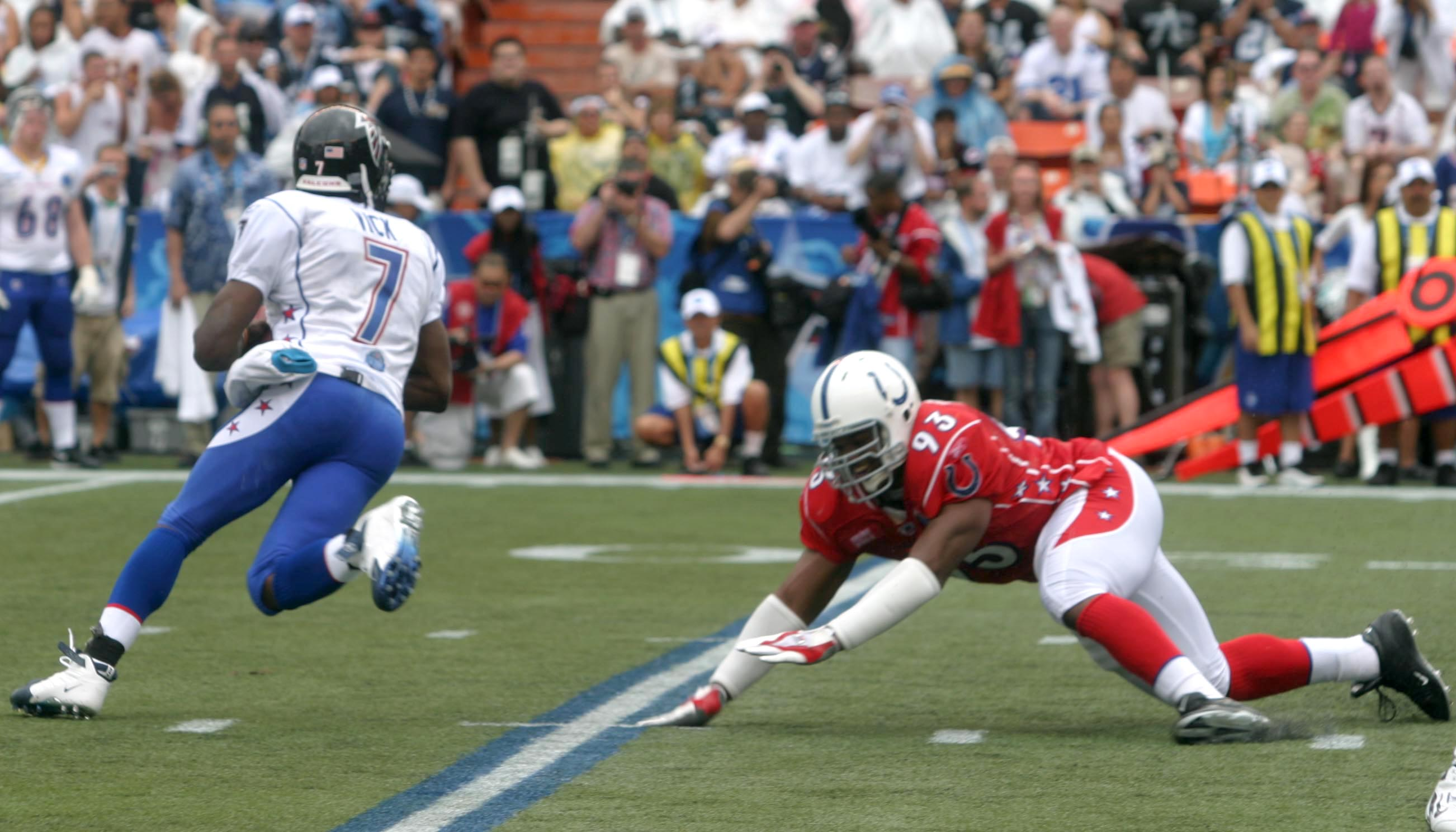
Michael Vick im Pro Bowl

Vick trägt den Spitznamen „Superman“. Durch seine hohe Laufgeschwindigkeit und seine Beweglichkeit kann Vick Spiele nicht nur durch seinen Arm (Wurfkraft), sondern auch durch seine Beine (Laufkraft) entscheiden. In der Saison 2004 lief er mehr als 1.000 Yards, wenn man die Play-offs mit einbezieht. Vicks Lauffreudigkeit war zu Beginn seiner Karriere ein Problem für die jeweilige Defense der Gegner, da der damals recht seltene Stil Vicks anders verteidigt werden musste als der Stil anderer Quarterbacks, die nur in Ausnahmefällen liefen. Seit seiner Zeit bei den Philadelphia Eagles gibt es in der NFL mehr Quarterbacks, die ebenfalls über ein gutes Laufspiel verfügen. Vick stellte in den Play-offs 2004 im Spiel gegen die St. Louis Rams (Endstand 47:17 für Atlanta) gleich zweimal einen neuen Rekord für den längsten Lauf des Teams in den Play-offs auf (43 und 76 yards). 
EA Sports wählte Michael Vicks Bild als Cover für das populäre Videospiel Madden NFL 2004 aus. Vick war ebenso in einer Powerade-TV-Werbung zu sehen.
In der Saison 2006 durchbrach Vick als erster Quarterback in der NFL Geschichte die 1.000 Yards Rushing. Er konnte in dieser Spielzeit 1.039 Yards Raumgewinn erlaufen. Sein Rekord wurde erst in der Saison 2019 durch Lamar Jackson gebrochen.

## Illegale Hundekämpfe und Haftzeit
Bei einer Hausdurchsuchung am 25. April 2007 wurden auf dem Gelände eines Landhauses, das sich in Vicks Besitz befand, etwa 60 Hunde beschlagnahmt, die offensichtlich für Hundekämpfe abgerichtet worden waren oder entsprechende Kampfspuren aufwiesen. Ferner entdeckte man einschlägige Gerätschaften. Im Juli 2007 wurde daraufhin gegen Vick und drei mutmaßliche Komplizen Klage wegen der Durchführung und Förderung von Hundekämpfen erhoben. Die insgesamt vier Angeklagten sollen die Hunde illegal über Staatsgrenzen hinweg transportiert und tausende Dollar auf den Ausgang der Kämpfe gesetzt haben. Die "Verlierer" sollen in einigen Fällen erdrosselt, erhängt, ertränkt, erschossen oder mit Elektroschocks getötet worden sein.
Offenbar um Protestaktionen von Tierschützern vorzubeugen, wies NFL-Commissioner Roger Goodell Vick am 23. Juli 2007 an, dem Trainingslager der Atlanta Falcons fernzubleiben.
Am 24. August 2007 einigte sich Vick mit der Staatsanwaltschaft auf einen Vergleich. Vick gestand einen Teil der ihm zur Last gelegten Taten und erklärte sich bereit, in vollem Umfang mit der Staatsanwaltschaft zu kooperieren. Im Gegenzug sollte diese im Prozess eine milde Gefängnisstrafe beantragen.
Im Anschluss an dessen Geständnis wurde Vick durch Roger Goodell auf unbestimmte Zeit und ohne Bezahlung von der Liga suspendiert. Die Atlanta Falcons gaben daraufhin bekannt, dass sie Schadensersatzansprüche gegen Michael Vick in Höhe von 22 Millionen US-Dollar geltend machen würden.
Der vorsitzende Richter, Henry E. Hudson, verkündete am 10. Dezember 2007 das Urteil gegen Vick, nachdem dieser sich bereits einige Wochen zuvor freiwillig bei den Behörden meldete, um seine Strafe frühzeitig anzutreten. Michael Vick wurde für schuldig befunden und zu einer Freiheitsstrafe von 23 Monaten verurteilt. Vicks mögliche weitere Karriere in der NFL war auch insofern gefährdet, als illegale Wetten nicht nur einen Verstoß gegen den Verhaltenskodex („personal conduct policy“) der NFL, sondern auch und insbesondere gegen seinen Arbeitsvertrag darstellten.

## Rückkehr in die NFL

### Philadelphia Eagles
Nach seiner Haftentlassung wurde er am 14. August 2009 von den Philadelphia Eagles unter Vertrag genommen. Vicks Suspendierung wurde nach dem dritten Spiel der Saison 2009 wieder aufgehoben.

### New York Jets
Vick unterschrieb am 21. März 2014 einen Ein-Jahres-Vertrag über 5 Millionen Dollar bei den New York Jets. In Woche 10 knackte Vick die Marke von 6000 erlaufenen Yards und war damit der erste Quarterback, dem dies gelang.

### Pittsburgh Steelers
Am 25. August 2015 unterschrieb Vick einen Vertrag über ein Jahr bei den Pittsburgh Steelers. Am 3. Februar 2017 zog er sich offiziell als Spieler aus dem American Football zurück.

## Privat
Er ist der ältere Bruder des ehemaligen College-Quarterbacks von Virginia Tech, Marcus Vick, und ein Cousin des ebenfalls ehemaligen Quarterbacks Aaron Brooks.